# 24 giờ 7 ngày
24 giờ 7 ngày là album phòng thu đầu tay của nghệ sĩ thu âm Hồ Ngọc Hà, album được phát hành vào năm 2004 bởi hãng Viết Tân Studio vào ngày 20 tháng 5 năm 2009 trên iTunes Hoa Kỳ.
24 giờ 7 ngày được sản xuất bởi nhạc sĩ Huy Tuấn.

## Hoàn cảnh ra đời
Trước đó, Hồ Ngọc Hà được biết đến là một người mẫu nổi tiếng. Năm 2003, cô đã vào Thành phố Hồ Chí Minh và chính thức bước lên sân khấu với tư cách ca sĩ khi tham gia chương trình Người đẹp hát. Sau đó, nhạc sĩ Quốc Bảo mời cô hát một bài trong album của anh. Nhận được nhiều đánh giá cao từ chương trình Người đẹp hát và từ nhạc sĩ Quốc Bảo, Hà sau đó đã quyết định đi theo con đường ca hát. Cô đã đến Hà Nội và tìm gặp nhạc sĩ Huy Tuấn và thảo luận về việc thực hiện album đầu tay của mình. Sau đó, Hà và Huy Tuấn đã cùng cô thực hiện album đầu tay mang tên 24 Giờ 7 Ngày. Các bài hát nằm trong album được Tuấn sản xuất và được các nhạc sĩ như Đức Trí, Nguyễn Xinh Xô, Hồng Kiên, Dương Thụ, An Hiếu và Huy Tuấn sáng tác. Trong album, ca khúc chủ đề giành được khá nhiều thành công và được Hà trình diễn khá nhiều trên các chương trình âm nhạc. Dù đầu tư rất nhiều nhưng album này không gây được nhiều vang dội đến Hà vì album không được quảng bá rộng rãi và không có video ca nhạc quảng bá. Ngoài ra, thời gian này của chính là những ngày tháng mà tình cảm giữa Hà và nhạc sĩ Đức Trí nảy sinh. Trí vốn là bạn thân của nhạc sĩ Huy Tuấn, vì vậy trong album đã sử dụng ca khúc của anh là "Hôm Nay Anh Đến". Sau đó, Tuấn đã giới thiệu hai người làm quen với nhau và tình cảm của họ thời điểm đó bị giới truyền thông săm soi rất nhiều.

## Danh sách ca khúc
Những người thực hiện và danh sách ca khúc lấy từ trang web chính thức của Viết Tân Studio.
| STT              | Nhan đề              | Sáng tác           | Sản xuất          | Thời lượng |
| ---------------- | -------------------- | ------------------ | ----------------- | ---------- |
| 1.               | "Tiếng dương cầm"    | Anh Quân           | Quân              | 4:26       |
| 2.               | "Hôm nay anh đến"    | Đức Trí            | Trí               | 5:22       |
| 3.               | "24 giờ 7 ngày"      | Huy Tuấn           | Tuấn              | 4:29       |
| 4.               | "Ước một ngày"       | Nguyễn Xinh Xô     | Sơn Thạch         | 4:26       |
| 5.               | "Ngã rẽ trái tim"    | Huy Tuấn           | Tuấn              | 4:18       |
| 6.               | "Lời em hát"         | Hồng Kiên          | Kiên              | 5:08       |
| 7.               | "Hát thầm"           | Huy Tuấn Dương Thụ | Quân Thanh Phương | 5:34       |
| 8.               | "Âm thanh cuộc sống" | Hồng Kiên          | Kiên              | 4:52       |
| 9.               | "Giấc mơ của con"    | An Hiếu            | Thạch             | 5:00       |
| Tổng thời lượng: | Tổng thời lượng:     | Tổng thời lượng:   | Tổng thời lượng:  | 59:04      |

## Thành phần tham gia sản xuất
- Sản xuất: Huy Tuấn
- Ban nhạc Anh Em
- Mixed: Anh Quân
- Thu âm: Anh Em Studio & Viết Tân Studio
- Biên tập: Huy Tuấn
- Ảnh: Nguyễn Vũ, Việt Nhân
- Trang điểm: Mộng Hùng
- Phân phối: Viết Tân
- Thiết kế: Jodric

## Lịch sử phát hành
| Quốc gia | Ngày phát hành      | Định dạng       | Hãng phát hành  |
| -------- | ------------------- | --------------- | --------------- |
| Việt Nam | 2004                | CD              | Viết Tân Studio |
| Hoa Kỳ   | 20 tháng 5 năm 2009 | Tải Kỹ thuật số | Pops Worldwide  |